# Nutter Butter
I Nutter Butter sono biscotti prodotti da Nabisco dal 1969 a forma di arachide con uno strato interno di crema di burro d'arachidi.